# J.B.O./Diskografie
Diese Diskografie ist eine Übersicht über die musikalischen Werke der deutschen Fun-Metal-Band J.B.O.. Den Schallplattenauszeichnungen zufolge hat sie bisher mehr als 500.000 Tonträger verkauft. Ihre erfolgreichsten Veröffentlichungen sind die ersten beiden Studioalben Explizite Lyrik und laut! mit jeweils über 250.000 verkauften Einheiten.

## Alben

### Studioalben
| Jahr | Titel Musiklabel                         | Höchstplatzierung, Gesamtwochen, AuszeichnungChartplatzierungen (Jahr, Titel, Musiklabel, Platzierungen, Wochen, Auszeichnungen, Anmerkungen) | Höchstplatzierung, Gesamtwochen, AuszeichnungChartplatzierungen (Jahr, Titel, Musiklabel, Platzierungen, Wochen, Auszeichnungen, Anmerkungen) | Höchstplatzierung, Gesamtwochen, AuszeichnungChartplatzierungen (Jahr, Titel, Musiklabel, Platzierungen, Wochen, Auszeichnungen, Anmerkungen) | Anmerkungen                                                  |
| Jahr | Titel Musiklabel                         | DE | AT | CH | Anmerkungen                                                  |
| ---- | ---------------------------------------- | --- | --- | --- | ------------------------------------------------------------ |
| 1995 | Explizite Lyrik Musical Tragedies        | DE57 Gold · (36 Wo.)DE | — | — | Erstveröffentlichung: 11. September 1995 Verkäufe: + 250.000 |
| 1997 | laut! BMG                                | DE13 Gold · (24 Wo.)DE | — | — | Erstveröffentlichung: 5. Mai 1997 Verkäufe: + 250.000        |
| 1998 | Meister der Musik Lawine                 | DE6 (17 Wo.)DE | AT43 (4 Wo.)AT | — | Erstveröffentlichung: 14. September 1998                     |
| 2000 | Sex Sex Sex Lawine                       | DE13 (12 Wo.)DE | — | — | Erstveröffentlichung: 6. November 2000                       |
| 2002 | Rosa Armee Fraktion Lawine               | DE13 (7 Wo.)DE | — | — | Erstveröffentlichung: 9. September 2002                      |
| 2004 | United States of Blöedsinn Lawine        | DE6 (7 Wo.)DE | AT44 (4 Wo.)AT | CH93 (1 Wo.)CH | Erstveröffentlichung: 2. August 2004                         |
| 2007 | Head Bang Boing Megapress                | DE39 (2 Wo.)DE | — | — | Erstveröffentlichung: 25. Oktober 2007                       |
| 2009 | I Don’t Like Metal (I Love It) Megapress | DE6 (5 Wo.)DE | AT73 (1 Wo.)AT | — | Erstveröffentlichung: 13. August 2009                        |
| 2011 | Killeralbum Megapress                    | DE3 (4 Wo.)DE | AT40 (1 Wo.)AT | CH86 (1 Wo.)CH | Erstveröffentlichung: 19. August 2011                        |
| 2014 | Nur die Besten werden alt AFM Records    | DE5 (4 Wo.)DE | AT42 (1 Wo.)AT | — | Erstveröffentlichung: 15. August 2014                        |
| 2016 | 11 AFM Records                           | DE5 (4 Wo.)DE | AT54 (1 Wo.)AT | — | Erstveröffentlichung: 8. Juli 2016                           |
| 2018 | Deutsche Vita AFM Records                | DE3 (6 Wo.)DE | AT38 (1 Wo.)AT | — | Erstveröffentlichung: 30. März 2018                          |
| 2019 | Wer lässt die Sau raus?! AFM Records     | DE9 (4 Wo.)DE | AT63 (1 Wo.)AT | CH84 (1 Wo.)CH | Erstveröffentlichung: 28. Juni 2019                          |
| 2022 | Planet Pink AFM Records                  | DE12 (2 Wo.)DE | — | CH46 (1 Wo.)CH | Erstveröffentlichung: 13. Mai 2022                           |

### Livealben
| Jahr | Titel Musiklabel | Höchstplatzierung, Gesamtwochen, AuszeichnungChartplatzierungen (Jahr, Titel, Musiklabel, Platzierungen, Wochen, Auszeichnungen, Anmerkungen) | Höchstplatzierung, Gesamtwochen, AuszeichnungChartplatzierungen (Jahr, Titel, Musiklabel, Platzierungen, Wochen, Auszeichnungen, Anmerkungen) | Höchstplatzierung, Gesamtwochen, AuszeichnungChartplatzierungen (Jahr, Titel, Musiklabel, Platzierungen, Wochen, Auszeichnungen, Anmerkungen) | Anmerkungen                           |
| Jahr | Titel Musiklabel | DE | AT | CH | Anmerkungen                           |
| ---- | ---------------- | --- | --- | --- | ------------------------------------- |
| 2001 | Live Sex Lawine  | DE45 (3 Wo.)DE | — | — | Erstveröffentlichung: 1. Oktober 2001 |

Weitere Livealben
- 2010: 2.000 Jahre J.B.O.

### Kompilationen
- 1998: … und Spaß dabei! Der ultimative Partysampler
- 2005: Eine gute BLASTphemie zum Kaufen!
- 2005: J.B.O. (nicht nur) für Anfänger
- 2011: Happy Metal Thunder

### EPs
| Jahr | Titel      | Höchstplatzierung, Gesamtwochen, AuszeichnungChartplatzierungen (Jahr, Titel, Platzierungen, Wochen, Auszeichnungen, Anmerkungen) | Höchstplatzierung, Gesamtwochen, AuszeichnungChartplatzierungen (Jahr, Titel, Platzierungen, Wochen, Auszeichnungen, Anmerkungen) | Höchstplatzierung, Gesamtwochen, AuszeichnungChartplatzierungen (Jahr, Titel, Platzierungen, Wochen, Auszeichnungen, Anmerkungen) | Anmerkungen                            |
| Jahr | Titel      | DE | AT | CH | Anmerkungen                            |
| ---- | ---------- | --- | --- | --- | -------------------------------------- |
| 2006 | Rock Muzik | DE56 (7 Wo.)DE | — | — | Erstveröffentlichung: 13. Oktober 2006 |

Weitere EPs
- 1994: Eine gute CD zum Kaufen!
- 1994: Eine gute CD zum Saufen
- 1994: BLASTphemie
- 1994: BLASTphemie Weihnachts-Edition
- 1996: Der weiße Hai im Dechsendorfer Weiher
- 1996: Die Megra-Hit-Twingle
- 1996: No Business Like Shoebusiness
- 2013: S.P.O.R.T.

## Singles
| Jahr | Titel Album                              | Höchstplatzierung, Gesamtwochen, AuszeichnungChartplatzierungen (Jahr, Titel, Album, Platzierungen, Wochen, Auszeichnungen, Anmerkungen) | Höchstplatzierung, Gesamtwochen, AuszeichnungChartplatzierungen (Jahr, Titel, Album, Platzierungen, Wochen, Auszeichnungen, Anmerkungen) | Höchstplatzierung, Gesamtwochen, AuszeichnungChartplatzierungen (Jahr, Titel, Album, Platzierungen, Wochen, Auszeichnungen, Anmerkungen) | Anmerkungen                                                  |
| Jahr | Titel Album                              | DE | AT | CH | Anmerkungen                                                  |
| ---- | ---------------------------------------- | --- | --- | --- | ------------------------------------------------------------ |
| 2000 | Ich sag’ J.B.O. Sex Sex Sex              | DE58 (4 Wo.)DE | — | — | Erstveröffentlichung: 2000 Original: Captain Sensible – Wot! |
| 2002 | Ich will Lärm Rosa Armee Fraktion        | DE79 (1 Wo.)DE | — | — | Erstveröffentlichung: 2002                                   |
| 2004 | Gänseblümchen United States of Blöedsinn | DE72 (3 Wo.)DE | — | — | Erstveröffentlichung: 2004                                   |

Weitere Singles
- 1997: Bolle (Original: Bolle reiste jüngst zu Pfingsten (Volkslied))
- 1997: Wir sind die Champignons (Original: Queen – We Are the Champions)
- 1998: Ällabätsch
- 2001: Bums Bums Bums Bums (Original: Vengaboys – Boom Boom Boom Boom!)
- 2009: Angie - Quit Living on Dreams (Original: Falco – Jeanny)
- 2014: Vier Finger für ein Halleluja
- 2025: Bussi

## Videografie

### Videoalben
- 1999: 10 Jahre Blödsinn – Das J.B.O. Home-Video
- 2005: TV Blöedsinn

### Musikvideos
- 1997: Bolle
- 1997: Wir sind die Champignons
- 1998: Ällabätsch
- 2000: Ich sag’ J.B.O.
- 2004: Gänseblümchen
- 2004: United States of Blöedsinn
- 2009: Angie – Quit Living on Dreams
- 2014: Vier Finger für ein Halleluja
- 2015: Ein guter Tag zum Sterben
- 2016: Ich hätt gern Mehr
- 2016: Panzer Dance
- 2018: Alles nur geklaut
- 2018: Du hast dein Smartphone vergessen
- 2019: Durst
- 2019: Hoffen und Bangen
- 2019: Wer lässt die Sau Raus?!
- 2019: Hallo Bier
- 2021: Metal Was My First Love
- 2021: Planet Pink
- 2022: Nicht doof
- 2023: Rockin´ in the Free World (Live vom Wacken Open Air 2023)
- 2025: Ka-Fump!
- 2025: Bussi

## Statistik

### Chartauswertung
|                     | DE     | AT    | CH    |
| ------------------- | ------ | ----- | ----- |
| Nummer-eins-Alben   | DE—DE  | AT—AT | CH—CH |
| Top-10-Alben        | DE8DE  | AT1AT | CH—CH |
| Alben in den Charts | DE16DE | AT8AT | CH3CH |

|                       | DE    | AT    | CH    |
| --------------------- | ----- | ----- | ----- |
| Nummer-eins-Singles   | DE—DE | AT—AT | CH—CH |
| Top-10-Singles        | DE—DE | AT—AT | CH—CH |
| Singles in den Charts | DE3DE | AT—AT | CH—CH |

### Auszeichnungen für Musikverkäufe
Anmerkung: Auszeichnungen in Ländern aus den Charttabellen bzw. Chartboxen sind in ebendiesen zu finden.
| Land/RegionAuszeichnungen für Musikverkäufe (Land/Region, Auszeichnungen, Verkäufe, Quellen) | Gold     | Platin | Verkäufe | Quellen           |
| -------------------------------------------------------------------------------------------- | -------- | ------ | -------- | ----------------- |
| Deutschland (BVMI)                                                                           | 2× Gold2 | —      | 500.000  | musikindustrie.de |
| Insgesamt                                                                                    | 2× Gold2 | —      |          |                   |